# 22e congrès des États-Unis
4 mars 1831 – 4 mars 1833
Sessions
Précédent Suivant
Le 22e congrès des États-Unis est la législature fédérale américaine, composée du Sénat et de la Chambre des représentants, débutant le 4 mars 1831 et s'achevant le 4 mars 1833. Cette législature se déroule pendant les troisième et quatrième années de la présidence d'Andrew Jackson. La répartition des sièges à la Chambre des représentants est basée sur le quatrième recensement des États-Unis effectué en 1820. Les deux chambres disposent d'une majorité jacksonienne.

## Sessions
- La première session se déroule du 5 décembre 1831 au 16 juillet 1832.
- La deuxième session se déroule du 3 décembre 1832 au 2 mars 1833.

## Membres

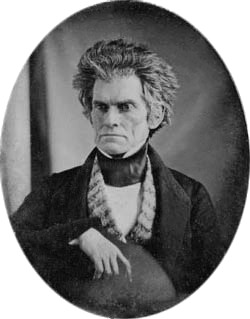
Le président du Sénat John Caldwell Calhoun.
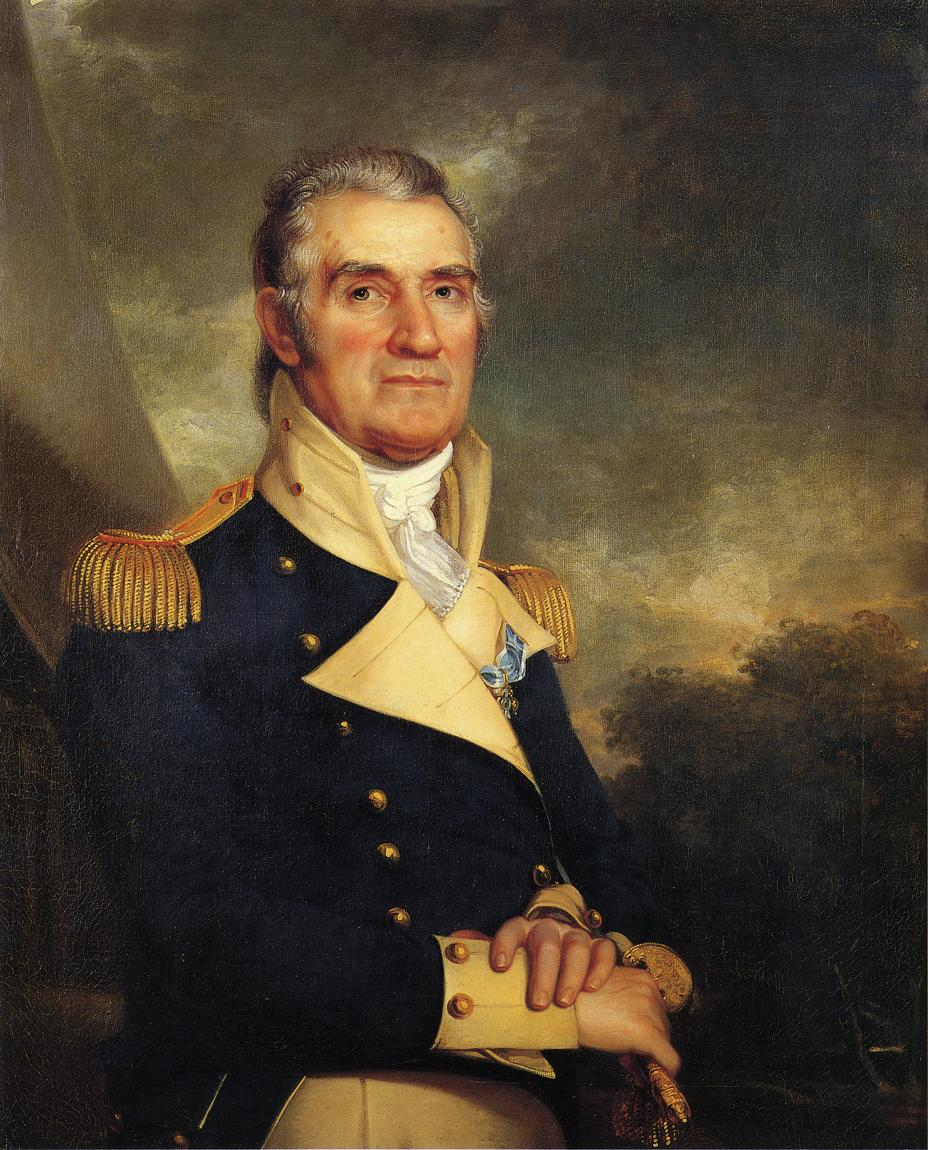
Le président pro tempore du Sénat Samuel Smith.
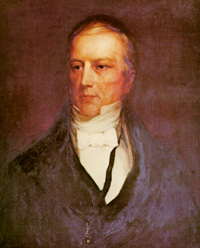
Le président de la Chambre des représentants Andrew Stevenson.

### Sénat
- Président : John Caldwell Calhoun (J[1])
- Président pro tempore : Samuel Smith (J)

Les sénateurs sont élus pour six ans par les assemblées législatives des États. Le Sénat est renouvelé par tiers tous les deux ans. Le numéro précédant le nom du sénateur dans la liste ci-dessous indique le cycle de leur élection. Dans ce congrès, classe 1 signifie que leur mandat a pris fin avec ce Congrès, exigeant réélection en 1832; Classe 2 signifie que leur mandat a commencé dans le précédent Congrès, exigeant réélection en 1834; classe 3 signifie que leur mandat a commencé avec ce Congrès, exigeant réélection en 1836.
| - Alabama - 2. William R. D. King (J) - 3. Gabriel Moore (J) - Caroline du Nord - 2. Bedford Brown (J) - 3. Willie P. Mangum (J) - Caroline du Sud - 2. Robert Y. Hayne (N), jusqu'au 3 décembre 1832 - John C. Calhoun (N), à partir du 29 décembre 1832 - 3. Stephen D. Miller (N), jusqu'au 2 mars 1833, le siège reste vacant jusqu’au terme du mandat - Connecticut - 1. Samuel A. Foot (Anti-J) - 3. Gideon Tomlinson (Anti-J) - Delaware - 2. John Middleton Clayton (Anti-J) - 1. Arnold Naudain (Anti-J) - Géorgie - 2. George Michael Troup (J) - 3. John Forsyth (J) - Illinois - 3. Elias K. Kane (J) - 2. John McCracken Robinson (J) - Indiana - 3. William Hendricks (Anti-J) - 1. Robert Hanna (Anti-J), du 19 août 1831 au 3 janvier 1832 - John Tipton (J), à partir du 3 janvier 1832 - Kentucky - 2. George M. Bibb (J) - 3. Henry Clay (Anti-J), à partir du 10 novembre 1831 - Louisiane - 3. Josiah S. Johnston (Anti-J) - 2. Edward Livingston (J), jusqu'au 24 mai 1831 - George A. Waggaman (Anti-J), à partir du 15 novembre 1831 - Maine - 1. John Holmes (Anti-J) - 2. Peleg Sprague (Anti-J) - Maryland - 1. Samuel Smith (J) - 3. Ezekiel F. Chambers (Anti-J) - Massachusetts - 2. Nathaniel Silsbee (Anti-J) - 1. Daniel Webster (Anti-J) - Mississippi - 1. Powhatan Ellis (J), until July 16, 1832 - John Black (J), à partir du 12 novembre 1832 - 2. George Poindexter (Anti-J) - Missouri - 1. Thomas H. Benton (J) - 3. Alexander Buckner (J) | - New Hampshire - 2. Samuel Bell (Anti-J) - 3. Isaac Hill (J) - New Jersey - 1. Mahlon Dickerson (J) - 2. Theodore Frelinghuysen (Anti-J) - New York - 1. Charles E. Dudley (J) - 3. William L. Marcy (J), jusqu'au 1er janvier 1833 - Silas Wright, Jr. (J), à partir du 4 janvier 1833 - Ohio - 1. Benjamin Ruggles (Anti-J) - 3. Thomas Ewing (Anti-J) - Pennsylvanie - 1. Isaac D. Barnard (J), jusqu'au 6 décembre 1831 - George M. Dallas (J), à partir du 13 décembre 1831 - 3. William Wilkins (J) - Rhode Island - 2. Nehemiah R. Knight (Anti-J) - 1. Asher Robbins (Anti-J) - Tennessee - 2. Hugh Lawson White (J) - 1. Felix Grundy (J) - Vermont - 1. Horatio Seymour (Anti-J) - 3. Samuel Prentiss (Anti-J) - Virginie - 2. Littleton W. Tazewell (J), jusqu'au 16 juillet 1832 - William C. Rives (J), à partir du 10 décembre 1832 - 1. John Tyler (J) |  |

### Chambre des représentants
- Président : Andrew Stevenson (J)

| - Alabama - Clement C. Clay (J) - Samuel W. Mardis (J) - Dixon H. Lewis (J) - Connecticut - Noyes Barber (Anti-J) - William W. Ellsworth (Anti-J) - Jabez W. Huntington (Anti-J) - Ralph I. Ingersoll (Anti-J) - William L. Storrs (Anti-J) - Ebenezer Young (Anti-J) - Delaware - John J. Milligan (Anti-J) - Georgie - Thomas F. Foster (J) - Henry G. Lamar (J) - Wilson Lumpkin (J), ????, 1831 - Augustin S. Clayton (J), à partir du 21 janvier 1832 - Daniel Newnan (J) - Wiley Thompson (J) - James M. Wayne (J) - Richard Henry Wilde (J) - Illinois - Joseph Duncan (J) - Indiana - Ratliff Boon (J) - John Carr (J) - Johnathan McCarty (J) - Kentucky - Henry Daniel (J) - Thomas A. Marshall (Anti-J) - Chilton Allan (Anti-J) - Robert P. Letcher (Anti-J) - Richard M. Johnson (J) - Joseph Lecompte (J) - John Adair (J) - Nathan Gaither (J) - Charles A. Wickliffe (J) - Christopher Tompkins (Anti-J) - Albert G. Hawes (J) - Chittenden Lyon (J) - Louisiana - Edward D. White (Anti-J) - Philemon Thomas (J) - Henry A. Bullard (Anti-J) - Maine - Rufus McIntire (J) - John Anderson (J) - Edward Kavanagh (J) - George Evans (Anti-J) - Cornelius Holland (J) - Leonard Jarvis (J) - James Bates (J) - Maryland - Daniel Jenifer (Anti-J) - Benedict J. Semmes (Anti-J) - George C. Washington (Anti-J) - Francis Thomas (J) - Benjamin C. Howard (J) - John T. H. Worthington (J) - George E. Mitchell (J), jusqu'au 28 juin 1832 - Charles S. Sewall (J), à partir du 1er octobre 1832 - John L. Kerr (Anti-J) - John S. Spence (Anti-J) - Massachusetts - Nathan Appleton (Anti-J) - Rufus Choate (Anti-J) - Jeremiah Nelson (Anti-J) - Edward Everett (Anti-J) - John Davis (Anti-J) - Joseph G. Kendall (Anti-J) - George J. Grennell, Jr. (Anti-J) - Isaac C. Bates (Anti-J) - George N. Briggs (Anti-J) - Henry A. S. Dearborn (Anti-J) - John Quincy Adams (Anti-J) - James L. Hodges (Anti-J) - John Reed, Jr. (Anti-J) - Mississippi - Franklin E. Plummer (J) - Missouri - Spencer D. Pettis (J), jusqu'au 28 août 1831 - William H. Ashley (J), à partir du 31 octobre, 1831 - New Hampshire - John Brodhead (J) - Thomas Chandler (J) - Joseph Hammons (J) - Joseph M. Harper (J) - Henry Hubbard (J) - John W. Weeks (J) - New Jersey - Lewis Condict (Anti-J) - Silas Condit (Anti-J) - Richard M. Cooper (Anti-J) - Thomas H. Hughes (Anti-J) - James F. Randolph (Anti-J) - Isaac Southard (Anti-J) - New York - James Lent (J), jusqu'au 22 février 1833, vacant après. - John T. Bergen (J) - Churchill C. Cambreleng (J) - Gulian C. Verplanck (J) - Campbell P. White (J) - Aaron Ward (J) - Edmund H. Pendleton (Anti-J) - Samuel J. Wilkin (Anti-J) - John C. Brodhead (J) - John King (J) - Job Pierson (J) - Gerrit Y. Lansing (J) - Erastus Root (J) - Joseph Bouck (J) - William G. Angel (J) - Samuel Beardsley (J) - Michael Hoffman (J) - Nathan Soule (J) - John W. Taylor (Anti-J) - Nathaniel Pitcher (J) - William Hogan (J) - Charles Dayan (J) - Daniel Wardwell (J) - John A. Collier (Anti-M) - Edward C. Reed (J) - Freeborn G. Jewett (J) - Ulysses F. Doubleday (J) - Gamaliel H. Barstow (Anti-M) - William Babcock (Anti-M) - John Dickson (Anti-M) - Frederick Whittlesey (Anti-M) - Grattan H. Wheeler (Anti-M) - Phineas L. Tracy (Anti-M) - Bates Cooke (Anti-M) | - Caroline du Nord - William B. Shepard (Anti-J) - John Branch (J), from May 12, 1831 - Thomas H. Hall (J) - Jesse Speight (J) - James I. McKay (J) - Robert Potter (J), jusqu'en novembre 1831 - Micajah T. Hawkins (J), à partir du 15 décembre 1831 - Lauchlin Bethune (J) - Daniel L. Barringer (J) - Augustine H. Shepperd (J) - Abraham Rencher (J) - Henry W. Connor (J) - Samuel P. Carson (J) - Lewis Williams (Anti-J) - Ohio - James Findlay (J) - Thomas Corwin (Anti-J) - Joseph H. Crane (Anti-J) - Joseph Vance (Anti-J) - William Russell (J) - William Creighton, Jr. (Anti-J) - Samuel F. Vinton (Anti-J) - William Stanbery (Anti-J) - William W. Irvin (J) - William S. Kennon, Sr. (J) - Humphrey H. Leavitt (J) - John Thomson (J) - Elisha Whittlesey (Anti-J) - Eleutheros Cooke (Anti-J) - Pennsylvanie - Joel B. Sutherland (J) - Henry Horn (J) - John G. Watmough (Anti-J) - Joshua Evans, Jr. (J) - William Hiester (Anti-M) - David Potts, Jr. (Anti-M) - Joel K. Mann (J) - John C. Bucher (J) - Henry King (J) - Henry A. P. Muhlenberg (J) - Peter Ihrie, Jr. (J) - Samuel A. Smith (J) - Lewis Dewart (J) - James Ford (J) - Philander Stephens (J) - Adam King (J) - Thomas H. Crawford (J) - William Ramsey (J), jusqu'au 29 septembre 1831 - Robert McCoy (J), à partir du 22 novembre 1831 - Robert Allison (Anti-M) - George Burd (Anti-J) - Andrew Stewart (Anti-M) - Thomas M.T. McKennan (Anti-M) - Harmar Denny (Anti-M) - John Gilmore (J) - Richard Coulter (J) - John Banks (Anti-M) - Rhode Island - Tristam Burges (Anti-J) - Dutee J. Pearce (Anti-J) - Caroline du Sud - William Drayton (J) - Robert W. Barnwell (N) - Thomas R. Mitchell (J) - John M. Felder (J) - George McDuffie (N) - Warren R. Davis (N) - William T. Nuckolls (J) - James Blair (J) - John K. Griffin (N) - Tennessee - John Blair (J) - Thomas D. Arnold (Anti-J) - James I. Standifer (J) - Jacob C. Isacks (J) - William Hall (J) - James K. Polk (J) - John Bell (J) - Cave Johnson (J) - William Fitzgerald (J) - Vermont - Jonathan Hunt (Anti-J), jusqu'au 15 mai 1832 - Hiland Hall (Anti-J), à partir du 1er janvier 1833 - Rollin C. Mallary (Anti-J), jusqu'au 15 avril 1831 - William Slade (Anti-M), à partir du 1er novembre 1831 - Horace Everett (Anti-J) - Heman Allen (Anti-J) - William Cahoon (Anti-M) - Virginie - Thomas Newton, Jr. (Anti-J) - John Y. Mason (J) - William S. Archer (J) - Mark Alexander (J) - Thomas T. Bouldin (J) - Thomas Davenport (J) - Nathaniel H. Claiborne (J) - Richard Coke, Jr. (J) - Andrew Stevenson (J) - William F. Gordon (J) - John M. Patton (J) - John J. Roane (J) - Joseph W. Chinn (J) - Charles F. Mercer (Anti-J) - John S. Barbour (J) - William Armstrong (Anti-J) - Robert Allen (J) - Philip Doddridge (Anti-J), jusqu'au 19 novembre 1832 - Joseph Johnson (J), à partir du 21 janvier 1833 - William McCoy (J) - Robert Craig (J) - Lewis Maxwell (Anti-J) - Charles C. Johnston (J), jusqu'au 17 juin 1832 - Joseph Draper (J), à partir du 6 décembre 1832 - Arkansas: Ambrose H. Sevier (J) - Floride: Joseph M. White - Michigan: Austin E. Wing |  |